# Sefwi Akontombra District
Koordinaten: 6° 3′ N, 2° 52′ W
Der Sefwi Akontombra District ist einer der neun Distrikte der Western North Region des Staates Ghana. Er grenzt an die Distrikte Aowin, Suaman, Juaboso, Sefwi-Wiawso und Amenfi West.
Der waldreiche Distrikt liegt in der Zone des tropischen Regenwaldes.
Der größte Fluss ist der Tano.